# パリところどころ
『パリところどころ』 (仏語：Paris vu par...、「...から観たパリ」の意) は、1965年のフランス映画。ヌーヴェルヴァーグを代表する6人の監督による、パリの6つの場所を舞台にした短編オムニバス映画。

## 概要

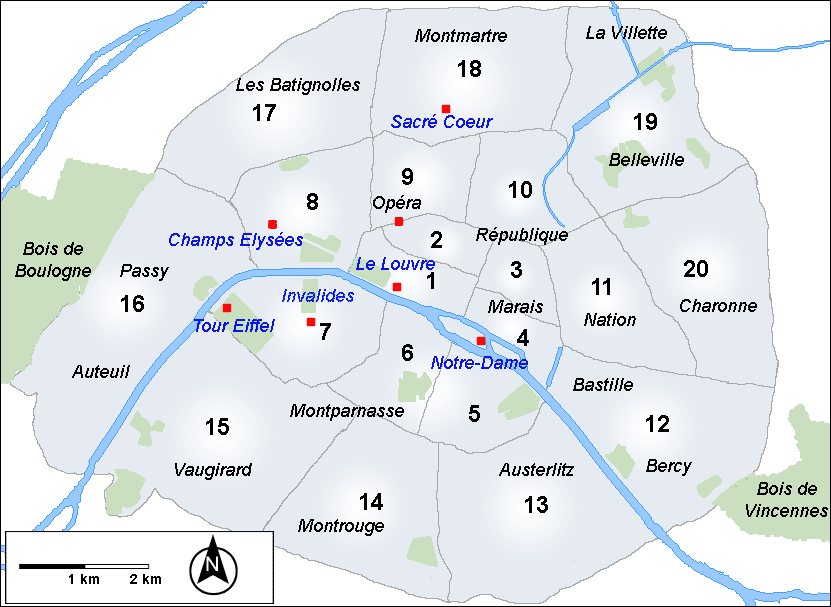
パリの街区

ルヴァロワの位置。17区の北西に隣接している。

1962年、バルベ・シュレデール（バーベット・シュローダーは米国読み）ともにエリック・ロメールが興し、同年、連作「六つの教訓話」を撮り始めた「レ・フィルム・デュ・ローザンジュ」社の製作したオムニバス映画である。パリ市内に実在する場所 - サン・ドニ街（1-2区、Rue Saint-Denis）、北駅（10区）、サンジェルマン・デ・プレ（6区、Saint-Germain-des-Prés）、エトワール広場（8区、16-17区の境界線の交点、現シャルル・ド・ゴール広場）、モンパルナス（14区）、ラ・ミュエット（16区、La Muette）、およびパリ郊外オー＝ド＝セーヌ県のルヴァロワ（17区の北西に隣接、Levallois）をそれぞれのタイトルにとり、原題通り、それぞれの場所「から観たパリ」をテーマにそれぞれの物語を展開する。
シュロデールの助手として現場に参加していたスタッフには、ステファーヌ・チャルガジェフやピエール・コトレルといったのちの映画プロデューサーとして大成する人材がおり、また若き日のネストール・アルメンドロスが撮影監督ジャン・ラビエの助手として参加していた。俳優のパトリック・ボーショーがアソシエイト・プロデューサーとして参加している。
1964年秋に撮影され、1965年に第15回ベルリン国際映画祭で上映された後、フランスで同年5月19日より公開された。
日本では古くからのシネクラブ上映・ホール上映を経て、日本ヘラルド映画の配給で1993年6月5日 - 7月9日に東京・六本木のシネ・ヴィヴァン六本木で初公開された。2004年11月20日に紀伊國屋書店からDVDが発売されたが、2005年7月20日にフランスでリバイバル上映されたのを受けて、日本でもザジフィルムズの配給で同年10月8日 - 11月18日に東京・池袋のシネマ・ロサで公開され、その後全国で順次上映された。

## 構成
- 第一話 「サンドニ街」 Rue Saint-Denis
監督：ジャン＝ダニエル・ポレ
- 第二話 「北駅」 Gare du Nord
監督：ジャン・ルーシュ
- 第三話 「サンジェルマン・デ・プレ」 Saint-Germain des Prés
監督：ジャン・ドゥーシェ
- 第四話 「エトワール広場」 Place de l'Étoile
監督：エリック・ロメール
- 第五話 「モンパルナスとルヴァロワ」 Montparnasse et Levallois
監督：ジャン＝リュック・ゴダール
- 第六話 「ラ・ミュエット」 La Muette
監督：クロード・シャブロル

## 関連作品
- 2006年、パリの各区を舞台にした18話オムニバスの映画『パリ、ジュテーム』が製作された。第二話「北駅」に出演した本作プロデューサーのシュレデールが、そこでは「ショワジー門」（13区、Porte de Choisy）に主演している。
- 1984年、シャンタル・アケルマンやフィリップ・ガレルらによるオムニバス『二十年後のパリところどころParis vu par... vingt ans après』（日本ホール上映タイトル『新パリところどころ』）がフランスでつくられ公開された。同作は、地名のみをタイトルにとるというテーマはない。